# Kommunalwahlen in Lettland 2021

Städte und Bezirksgemeinden Lettlands (2021)

Die Kommunalwahlen in Lettland 2021 fanden am 5. Juni 2021 statt. Dies war die erste Wahl nach der Verabschiedung einer Kommunalreform durch die Saeima im Jahr 2020, bei der die 110 Gemeinden und 9 Städte auf 43 Bezirksgemeinden reduziert wurden, darunter 7 staatliche Städte. Insgesamt wurden am 5. Juni 645 Ratsmitglieder in 40 Gemeinderäte im ganzen Land gewählt. Die 60 Sitze im Stadtrat von Riga stehen erst 2025 zur Wahl, da im August 2020 vorgezogene Wahlen stattfanden. Die außerordentlichen Kommunalwahlen in zwei Bezirksgemeinden – Varakļāni und Rēzekne – fanden am 11. September 2021 statt.
Die Wahlen wurden von der Zentralen Wahlkommission organisiert.

## Anzahl der zu wählenden Abgeordneten
| Anzahl | Staatliche Stadt/Bezirksgemeinde | Kommentare |
| ------ | --- | --- |
| 23     | Bezirk Ogre | Bezirksgemeinde mit mehr als 60.000 Einwohnern                                                                      |
| 19     | Bezirk Aizkraukle, Bezirk Bauska, Bezirk Cēsis, Bezirk Dienvidkurzeme, Bezirk Dobele, Bezirk Jelgava, Bezirk Jēkabpils, Bezirk Ķekava, Bezirk Madona, Bezirk Mārupe, Bezirk Rēzekne, Bezirk Ropaži, Bezirk Sigulda, Bezirk Talsi, Bezirk Tukums, Bezirk Valmiera                                                                                         | Bezirksgemeinden mit mehr als 30.001, aber weniger als 60.000 Einwohnern                                            |
| 15     | Daugavpils, Jelgava, Jūrmala, Liepāja, Bezirk Alūksne, Bezirk Augšdaugava, Bezirk Ādaži, Bezirk Balvi, Bezirk Gulbene, Bezirk Krāslava, Bezirk Kuldīga, Bezirk Limbaži, Bezirk Līvāni, Bezirk Ludza, Bezirk Olaine, Bezirk Preiļi, Bezirk Salaspils, Bezirk Saldus, Bezirk Saulkrasti, Bezirk Smiltene, Bezirk Valka, Bezirk Varakļāni, Bezirk Ventspils | Bezirksgemeinden mit weniger als 30.000 Einwohnern und staatliche Städte mit mehr als 50.000 Einwohnern, außer Riga |
| 13     | Rēzekne, Ventspils | Staatliche Städte mit weniger als 50.000 Einwohnern                                                                 |